# 陳聳
陳聳（？—？），浙江溫州府永嘉縣人，明朝政治人物。

## 生平
永樂十八年（1420年）庚子科浙江鄉試第一名舉人（解元），十九年（1421年）聯捷辛丑科會試會魁，三甲第六十七名進士。授四川內江縣知縣。

## 紀念
永嘉城曾有為陳聳所建之解元坊，已不存。